# Euparatettix gongshanensis
Euparatettix gongshanensis är en insektsart som först beskrevs av Zheng, Z. och B. Mao 2002.  Euparatettix gongshanensis ingår i släktet Euparatettix och familjen torngräshoppor. Inga underarter finns listade i Catalogue of Life.